# Frame Gride
Frame Gride (яп. フレームグライド Фурэ:му Гурайдо) — компьютерная игра в жанре меха-файтинга, разработанная компанией FromSoftware для консоли Dreamcast и выпущенная в 1999 году эксклюзивно для Японии.

## Игровой процесс
Геймплей, управление мехом и его кастомизация схожи с серией игр Armored Core. Главным отличием от серии Armored Core является то, что все миссии в игре представляют собой бои один на один.
Помимо одиночного режима в игре присутствует режим локальных битв с разделённым экраном для двух игроков и режим сетевой игры также для двух игроков. Онлайн-функции были отключены в январе 2001 года.

## Сюжет
В 700 году по императорскому календарю вся империя Курт находилась в состоянии войны из-за восстания курфюрста маркграфа Цольта, поднятого после смерти императора Регилио. Падение империи было лишь вопросом времени, поскольку Цольт оккупировал все территории других курфюрстов, за исключением архиепископа Миланджа. Миландж решил даровать главному герою звание рыцаря и легендарную силу как свою последнюю надежду. Игрок берёт на себя роль этого юноши и пилотирует гигантских магических мехов, известных как Frame Gride, чтобы противостоять силам восставших.

## Оценки
| Сводный рейтинг    | Сводный рейтинг |
| Агрегатор          | Оценка          |
| ------------------ | --------------- |
| GameRankings       | 86 %            |
| Иноязычные издания |                 |
| Издание            | Оценка          |
| AllGame            | [ 3 ]           |
| Famitsu            | 29/40           |
| GameFan            | 90 %            |
| GameSpot           | 8,6/10          |
| Next Generation    | [ 6 ]           |
| Dreamcast Fan      | 24/30           |

Издание Famitsu оценило игру в 29 баллов из 40, а Dreamcast Fan поставило оценку в 24 балла из 30.